# Androstenol
Androstenol, även känd som 5α-androst-16-en-3α-ol (förkortad till 3α,5α-androstenol eller 3α-androstenol), är en klass 16-androsten steroidferomon och neurosteroid hos människor och andra däggdjur, särskilt grisar.  Den har en karakteristisk myskliknande lukt.
Androstenol, eller ett derivat, finns i svart tryffel. Detta framhölls som en förklaring till hur grisar lokaliserar dem djupt i marken: Androstenol produceras i saliv från hangrisar. Experiment i Frankrike med att få grisar att spåra tryffel, som använde tryffeldoftextrakt och renad androstenol visade dock att grisar svarade på de första (faktiskt försökte äta smuts som innehåller tryffelextraktet), men ignorerade androstenolen.
En positionsisomer av androstenol, 3β-androstenol (5α-androst-16-en-3β-ol), är också endogen för människor (såväl som för grisar), uppför sig som en feromon och bidrar till axillär lukt.

## Biosyntes
Hos människor och björnar biosyntetiseras androstenol i testiklarna. Pregnenolon metaboliseras till androstadienol av 16-en-syntetas aktivitet cyp17A1. Androstadienol omvandlas sedan sekventiellt till androstenol av 3β-hydroxysteroiddehydrogenas (androstadienol till androstadienon), 5α-reduktas (androstadienon till androstenon) och 3α-hydroxysteroiddehydrogenas (androstenon till androstenol), på ett sätt som är analogt med biosyntesen av 3α-androstanediol från dehydroepiandrosteron (DHEA). Androstenol kan också syntetiseras i binjurarna och äggstockarna hos människor. Ytterligare, androstenol kan syntetiseras i den mänskliga nässlemhinnan från androstenon, och sannolikt också från androstadienol och androstadienon i detta område.

## Fördelning
Betydande mängder androstenol finns i mänsklig urin, och det finns också i blodplasma och saliv hos människor och grisar samt i axillär svett hos människor.  På grund av dess förmåga att korsa blod-hjärnbarriären, finns androstenol sannolikt närvarande även i centrala nervsystemet.

## Biologisk aktivitet
Androstenol har, på samma sätt som de relaterade endogena steroider 3α-androstanediol och androsteron, visat sig fungera som en potent positiv allosterisk modulator av GABAA. Det har föreslagits att denna åtgärd kan förmedla feromoneffekter av androstenol. Dessutom, eftersom androstadienol, androstadienon, och androstenon alla omvandlas till androstenol, kan det även förmedla deras feromoneffekter. Hos djur, har androstenol visat sig producera ångestdämpningsliknande, antidepressionsliknande, och antikonvulsiva effekter. Androstenol har också visat sig ändra beteendemässiga och sociala svar hos människor. Därtill har androstenol visat sig minska pulsfrekvens från luteiniserande hormon (LH) under follikulär fas av den mänskliga menstruationscykeln. I enlighet därmed har det föreslagits att androstenol kan vara inblandad i  kvinnors menstruationssynkronitet.
I motsats till androstenol (3α-androstenol) förstärker dess 3β-epimer, 3β-androstenol, inte GABA A-receptorn ens vid höga koncentrationer. Detta är i enlighet med andra 3β-hydroxisteroider, såsom isopregnanolon, epipregnanolon, 3β-dihydroprogesteron, och 3β-androstanediol, som likaledes inte fungerar som sådan, i motsats till deras 3α-hydroxivarianter.
Androstenol, tillsammans med flera isomerer av androstanol, är en antagonist av den konstitutiva androstanreceptorn (CAR). Androstenol har minimal eller ingen androgen aktivitet.